# نادیا جمال
نادیا جمال (عربی: نادية جمال؛ ۱۹۳۷ – ۱۹۹۰ (۵۳ سال)) رقصنده و هنرپیشه اهل مصر بود. او از یک پدر یونانی و مادر ایتالیایی در اسکندریه مصر به دنیا آمد.
نادیا جمال به عنوان سازنده سبک مدرن رقص مصری یا رقص عربی شناخته می‌شود.